# 海地宪兵队
海地憲兵隊（法語：Gendarmerie d'Haïti）也被稱為海地警察，是美國在20世紀初佔領海地期間培養的憲兵。
海地憲兵隊成立於1915年，運作時間為1916年到1928年，在此期間它是海地唯一的軍事力量，因積極干涉文職政府而聞名，這可能為海地武裝部隊未來的政治化奠定了基礎。

## 概述
美國於1915年下半年入侵海地。入侵發生在不滿時任海地總統讓-維爾布蘭·紀堯姆·薩姆的海地民眾侵犯法國駐海地公使館之後，憤怒的海地民眾抓住了讓-維爾布蘭·紀堯姆·薩姆，將其殺害後支解其屍體。美國海軍上將威廉·班克斯·卡珀頓率領美國海軍陸戰隊登陸海地，宣布戒嚴並下令解散海地軍隊。在沒有正常運作的警察之情況下，美國海軍陸戰隊承擔了維護海地社會治安之責。由美國建立的臨時政府決定“毫不拖延地建立一支高效的警察隊伍”。
因此海地憲兵隊於1915年12月正式成立，次年2月開始運作，斯梅德利·巴特勒（時任美國海軍陸戰隊少校）任海地憲兵隊司令。美國海軍和海軍陸戰隊的軍官、士官和入伍人員被安排指揮海地憲兵隊，同時保留他們在美軍的軍階。
1918年到1920年，海地憲兵隊參加了第二次卡科戰爭。海地憲兵隊於1928年重組為海地武裝部隊，後來演變成現代海地軍隊的核心。